# Опабунми, Феми
Феми Опабунми (англ. Femi Opabunmi; род. 3 марта 1985 года, Лагос) — нигерийский футболист, полузащитник. Участник чемпионата мира по футболу 2002.

## Клубная карьера
Феми начинал играть в футбол в школьной команде «Ибадан Олд Бойз». После окончания школы игрока пригласили в клуб нигерийской премьер-лиги «Шутинг Старз», где он и дебютировал в 15 лет. Блеснув на Кубке Мира-2001 (до 17) и сыграв на чемпионате мира по футболу 2002, Опабунми отправился играть в Европу. Им интересовался именитый «Манчестер Юнайтед», были слухи о его переходе в португальский клуб «Бенфика», но он выбрал швейцарский «Грассхоппер». Первый свой европейский сезон Феми провёл во второй команде клуба, а во втором отыграл 14 матчей уже в первой команде. Затем Опабунми отыграл один сезон в израильском клубе «Хапоэль (Беэр-Шева)». Там он провёл 11 матчей и забил один гол. Потом игрок перешёл в «Ньор» из третьего французского дивизиона, где провёл 7 матчей и стал победителем этой лиги. Летом 2006 года футболист вернулся в «Шутинг Старз». Вскоре у него начались проблемы с глазами и ему пришлось оставить футбол. В 2010 году Феми попытался возобновить карьеру, однако вскоре оставил футбол насовсем.

## Карьера в сборной
Феми участвовал на Кубке Мира-2001 (до 17) в Тринидаде и Тобаго, где его Нигерия дошла до финала. Сам он провёл на турнире 6 матчей и забил 5 мячей. После успешного выступления на молодёжном чемпионата мира Феми получил вызов в первую сборную Нигерии. В её составе игрок провёл 1 матч Кубка Мира-2002 (против сборной Англии) и 5 товарищеских матчей.

## Достижения
- Финалист юношеского чемпионата мира-2001 (до 17)
- Победитель Национального чемпионата Франции 2005/06